# Humlarödshus fälad
Humlarödshus fälad är ett naturreservat i Sjöbo kommun i Skåne län.
Området är naturskyddat sedan 1964 och är 16 hektar stort. Reservat består av en betesmark (fälad) på Rommeleåsen.